# 和氏の璧
和氏の璧（かしのへき、かしのたま）は、中国の春秋時代・戦国時代の故事にあらわれた名玉。『韓非子』（和氏篇十三）および『史記』に記される。連城の璧（れんじょうのへき）とも称する。

## 概要
楚の国にいた卞和（）という人が、山中で玉の原石を見つけて楚の厲王（蚡冒）に献上した。厲王は玉石に詳しい者に鑑定させたところとただの雑石だと述べたので、厲王は怒って卞和の左足を切断する刑をくだした。厲王没後、卞和は同じ石を武王に献上したが結果は同じで、今度は右足切断の刑に処せられた。文王即位後、卞和はその石を抱いて3日3晩泣き続けたので、文王がその理由を聞き、試しにと原石を磨かせたところ名玉を得たという。その際、文王は不明を詫び、卞和を称えるためその名玉に卞和の名を取り「和氏の璧」と名付けた。
そののち、宝玉は趙の恵文王の手にわたり、秦の昭襄王が自領にある15の城と交換に入手しようと持ちかけられた。しかし、秦が信用できるかどうか悩んだ恵文王は藺相如を秦に送った。命をかけた藺相如の働きにより、約束を守る気の無かった昭襄王から璧を無事に持ち帰ることができ、「璧（）を完（）する」ことができた。少しのきずもない、完全無欠なことを「完璧」と称するのは、そのためである。また、15城もの価値がある璧だと「連城の璧」と称されるようにもなった。